# Unity Mitford

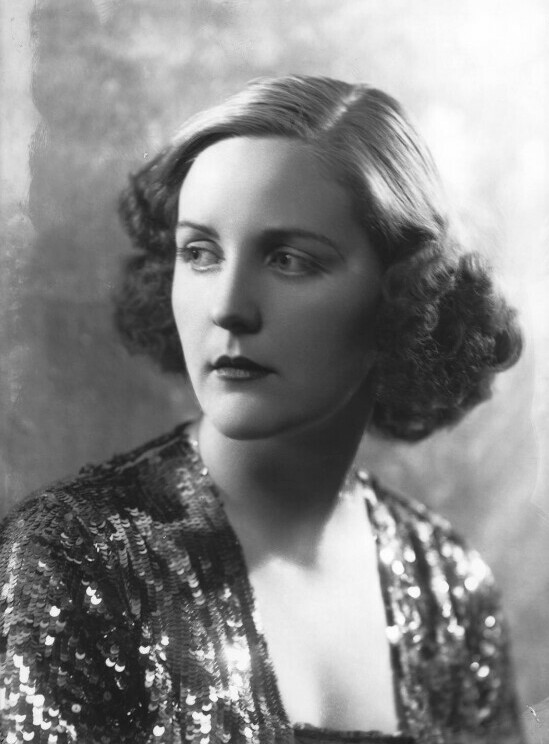
Unity Mitford, 1937

Hon. Unity Valkyrie Freeman-Mitford (* 8. August 1914 in London, England; † 28. Mai 1948 in Oban, Schottland) war eine britische Adlige, Nationalsozialistin und Verehrerin Adolf Hitlers. Sie gehörte von 1935 bis 1940 zum inneren Kreis der NSDAP und hatte so häufigen persönlichen Umgang mit Hitler, dass Gerüchte über eine Verlobung entstanden.

## Familie
Mitford war eines von sieben Kindern des David Bertram Ogilvy Freeman-Mitford, 2. Baron Redesdale (1878–1958), und seiner Ehefrau Sydney Bowles (1880–1963). Sie war eine Cousine von Clementine Churchill, der Ehefrau von Winston Churchill. Da Lord Redesdale eine Abneigung gegen die konventionellen britischen Erziehungsmethoden hatte, besuchten seine Kinder keine Schule, sondern wurden zuhause in Asthall Manor in Oxfordshire unterrichtet.
Die Mitford-Kinder entwickelten sich sehr unterschiedlich. Unity und ihre vier Jahre ältere Schwester Diana (1910–2003) wurden Anhängerinnen nationalsozialistischer bzw. faschistischer Ideen. Diana war von 1929 bis 1934 mit Bryan Guinness verheiratet und heiratete 1936 im Berliner Haus von Goebbels den britischen Faschistenführer Oswald Mosley. Pamela (1907–1994) war mit dem Physiker Derek Ainslie Jackson verheiratet. Ihre jüngere Schwester Jessica (1917–1996) wandte sich dagegen dem Kommunismus zu, riss von zu Hause aus, um auf Seiten der Republikaner am Spanischen Bürgerkrieg teilzunehmen. Die älteste Schwester Nancy (1904–1973) wurde eine in England bekannte Schriftstellerin und Geliebte von Gaston Palewski, einem engen Berater von Charles de Gaulle. Die jüngste Schwester Deborah (1920–2014) wurde durch ihre Heirat zur Duchess of Devonshire. Der einzige Bruder, Thomas (1909–1945), blieb unverheiratet und wurde Richter.

## Leben in Deutschland
Am 20. Oktober 1934 reiste Unity Mitford zu einem Sprachstudium nach München. Vor allem wollte sie den von ihr verehrten Reichskanzler des Deutschen Reiches, Adolf Hitler, den „Führer“ des nationalsozialistischen Deutschlands, kennenlernen. Anfang Februar 1935 gelang es ihr, in der Osteria Bavaria, einem Münchner Restaurant, in dem Hitler häufig verkehrte, diesen zu treffen und einen bleibenden Eindruck zu hinterlassen. Mitford war zu diesem Zeitpunkt 20 Jahre alt; etwa 1,80 m groß, mit blondem Haar und blauen Augen entsprach sie dem zeitgenössischen Schönheitsideal. An ihre Schwester Diana schrieb Mitford am 10. Februar über das Zusammentreffen: „Du kannst Dir vorstellen, wie ich mich fühle. Ich bin so glücklich […]. Ich glaube, daß ich das glücklichste Mädchen der Welt bin.“

### Im inneren Kreis
Mitford lebte fortan in München und warb für die NS-Weltanschauung. U. a. legte sie in einem Film der Wochenschau dar, warum auch sie als Britin von der nationalsozialistischen Idee überzeugt war.
Der abergläubische Hitler war von der jungen Frau begeistert, wozu auch ihr zweiter Vorname Valkyrie beitrug. Mitfords Großvater, Algernon Freeman-Mitford, war ein Freund Richard Wagners gewesen und schrieb ein Vorwort zu zwei deutsch verfassten Werken Houston Stewart Chamberlains. Bei einer Veranstaltung der Hitlerjugend auf dem Hesselberg mit Julius Streicher hielt Mitford eine antisemitische Hassrede; die Kernaussagen wiederholte sie in einem offenen Brief an den Stürmer. Dies führte in Großbritannien zu öffentlicher Kritik. 
Hitler schenkte Mitford ein eigens angefertigtes goldenes Parteiabzeichen, in das auf der Rückseite ihr Name eingraviert war (Mitford konnte als Ausländerin nicht Parteimitglied werden), sowie eine Loge bei den Olympischen Spielen 1936 in Berlin und ließ sie zu den Bayreuther Festspielen chauffieren. Bei der Verkündung des „Anschlusses Österreichs“ 1938 stand sie neben Hitler.
Hitler war von Mitfords intimer Kenntnis der britischen Politik beeindruckt. Nach Albert Speer war Mitford die Einzige, die im inneren Zirkel offen politische Fragen mit Hitler zu diskutieren suchte und sich ihm gegenüber vehement für eine Vermittlung mit Großbritannien aussprach, was dieser reserviert zur Kenntnis genommen habe. Unter anderem verbrachte Mitford mit Hitler einen Sommer auf dem Berghof. Verschiedene deutsche Stellen ermittelten heimlich gegen Mitford; man verdächtigte sie der Spionage, wofür sich jedoch keine Anhaltspunkte finden ließen. Der britische Geheimdienst SIS stellte 1936 in einem Bericht fest, dass Unity Mitford viel Zeit mit Hitler verbringe, wenn er sich in München aufhalte. Sie sei offensichtlich „mehr Nazi als die Nazis“. Den britischen Botschafter in München begrüßte sie mit dem Hitlergruß, woraufhin dieser sie aufforderte, ihren Pass abzugeben.
Am 3. September 1935 besuchten Mitfords Eltern, Lord und Lady Redesdale, ihre Tochter in München. Diese stellte sie Hitler vor. Anschließend nahmen sie am 7. Reichsparteitag der NSDAP (10.–16. September) in Nürnberg teil, der unter dem Motto „Reichsparteitag der Freiheit“ stand, was sich auf die Rückgewinnung des Saarlandes und auf die Einführung der Wehrpflicht bezog – in Verletzung der Bestimmungen des Versailler Vertrags, den man damals in Deutschland weithin als „ehrlose Fesselung“ empfand.
Im Juli und August 1939 waren Mitford und ihre Schwester Diana, die Ehefrau des britischen Faschistenführers Oswald Mosley, anlässlich der Richard-Wagner-Festspiele in Bayreuth. Als Hitler sagte, Großbritannien sei zum Krieg entschlossen, und der könne kaum noch verhindert werden, sagte Mitford, solch eine Tragödie wolle sie nicht erleben.

### Suizidversuch
Am Tag der britischen Kriegserklärung an Deutschland, am 3. September 1939, unternahm Unity Mitford in der Münchener Königinstraße einen Suizidversuch, bei dem sie sich mit einer kleinen automatischen Pistole in den Kopf schoss. Sie hinterließ einen an Adolf Wagner, den Münchner Gauleiter, adressierten Umschlag, der ihr spezielles NSDAP-Abzeichen, ein signiertes und mit einer persönlichen Widmung von Hitler versehenes Foto sowie einen Abschiedsbrief an Hitler enthielt. In dem Brief stand, sie könne den Krieg zwischen Deutschland und Großbritannien nicht ertragen und nehme sich deshalb das Leben.
Der Suizidversuch misslang; die Kugel blieb im Kopf stecken. Die Ärzte wagten keine Operation, weil der Ausgang ungewiss war und sie fürchteten, dass die britische Öffentlichkeit bei einem Misserfolg an die Ermordung Mitfords glauben könnte.
Hitler besuchte Unity Mitford am Nachmittag des 8. November 1939, an dem am Abend im Bürgerbräukeller ein Bombenattentat auf ihn verübt wurde, persönlich im Krankenhaus, ließ sich darlegen, warum ein Entfernen der noch im Kopf steckenden Kugel nicht ratsam war, und gab ihr das Parteiabzeichen zurück. Sie nahm es und verschluckte es vor seinen Augen. Hitler soll zu seinem Leibfotografen gesagt haben: „Hoffmann, ich beginne mich zu fürchten.“
Im Dezember 1939 wurde sie in ein Krankenhaus in Bern verlegt.

## Heimkehr nach Großbritannien und Tod
Teilweise genesen, wurde Lady Mitford im April 1940 von ihrer Mutter und ihrer Schwester Deborah aus der Schweiz nach Großbritannien gebracht. Sie hatte erheblich an Gewicht verloren und ihre Persönlichkeit war stark verändert, vergleichbar mit den Folgen eines Schlaganfalls.
Sie lebte mit ihrer Mutter auf der kleinen schottischen Hebrideninsel Inch Kenneth, die ihrem Vater gehörte. Auch britische Ärzte lehnten eine Operation als zu riskant ab. Im Laufe der Jahre stabilisierte sich ihr Zustand; sie soll sogar wieder Auto gefahren sein. Ihre ursprüngliche Lebendigkeit kehrte aber nicht zurück, und sie war sehr vergesslich. Am 28. Mai 1948 erlag Unity Mitford den Spätfolgen des Selbsttötungsversuchs im Krankenhaus in Oban. Sie starb an einer Meningitis, möglicherweise als Folge der Schwellung ihrer Gehirnmasse um die eingeschlossene Kugel.

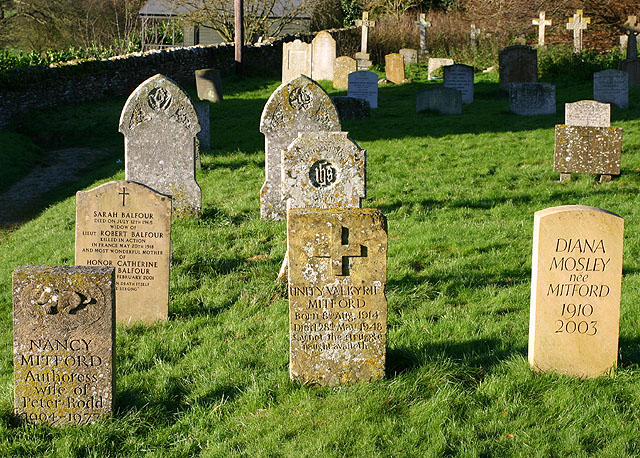
Unity Mitfords Grab auf dem Friedhof in Swinbrook (Oxfordshire)

Sie wurde auf dem Friedhof von Swinbrook (Oxfordshire) in England beigesetzt.

## Legenden
Um Unity Mitford ranken sich einige Legenden:
- Die mehrfach in der Literatur aufgestellte Behauptung, Mitford habe in München Kunst studiert, ist falsch.
- Angeblich empfahl sie der NSDAP das Hakenkreuz als Symbol der nationalsozialistischen Bewegung. Hitler schrieb jedoch bereits in Mein Kampf (1924/25) über seine Auslegung der Swastika, die sowohl im Hinduismus seit Jahrtausenden und in Deutschland seit dem 19. Jahrhundert von völkischen Gruppierungen benutzt worden war; Mitford war damals erst zehn Jahre alt.
- Im Dezember 2007 berichteten britische Medien über ein uneheliches Kind, das Unity Mitford in Großbritannien geboren und zur Adoption freigegeben haben sollte und dessen Vater Adolf Hitler gewesen sei. Mitford habe sich eine Zeit lang in einem Wöchnerinnenhaus für uneheliche Geburten aufgehalten. Schriftliche Dokumente dazu liegen jedoch nicht vor.[12][6]